# Ydre község
Ydre község (svédül: Ydre kommun) Svédország 290 községének egyike. Östergötland megyében található, székhelye Österbymo.
A mai község 1952-ben jött létre.

## Települések
A község települései:
| Település | Népesség | Megjegyzés         |
| --------- | -------- | ------------------ |
| Hestra    | 490      |                    |
| Rydsnäs   | 304      |                    |
| Österbymo | 873      | a község székhelye |